# South Australia cricket team
Il South Australia cricket team è una delle 6 squadre di cricket che si contendono annualmente il prestigioso torneo di First Class cricket Sheffield Shield. In tale competizione è presente fin dalla prima edizione e si è imposta in 13 occasioni. Anche nel campionato nazionale di Limited Overs può vantare 3 successi.

## Palmares
- Sheffield Shield/Pura Cup: 13

* 1893–94, 1909–10, 1912–13, 1926–27, 1935–36, 1938–39, 1952–53, 1963–64, 1968–69, 1970–71, 1975–76, 1981–82, 1995–96
- Campionato nazionale Limited Overs: 3

1983–84, 1986–87, 2011-12
- KFC Twenty20 Big Bash: 1

2010-11